# Tentazione mortale
Tentazione mortale (Tempted) è un film del 2001 diretto da Bill Bennett, con Burt Reynolds, Saffron Burrows e Peter Facinelli. Musiche di David Bridie.

## Trama
New Orleans. Lui è un potente e ricco imprenditore edile, lei la sua giovane e affascinante consorte, ex modella dal carattere a tratti schivo, apparentemente molto innamorata del marito. L'uomo vuol metter alla prova la fedeltà della moglie dopo aver scoperto di avere un tumore al cervello, prossimo a dare conferma al testamento, e a tale scopo promette una grossa somma di denaro a un suo giovane carpentiere, squattrinato ma volenteroso studente in legge, per sedurla e portarsela a letto; un detective privato, profumatamente pagato, si occupa di filmare il tradimento, piazzando delle telecamere all'interno della casa. Il ricco imprenditore decide, così, di mandare il giovane carpentiere a fare alcune riparazioni a casa sua, in modo che possa avere un primo approccio con la moglie. Il ragazzo però, rimane sinceramente colpito dalla donna, anche se non sa quanto sia pericolosa e determinata...

## Riconoscimenti
- Golden Tripod 2002